# Sérgio Vieira de Mello
Sérgio Vieira de Mello, född 15 mars 1948 i Rio de Janeiro, död 19 augusti 2003 i Bagdad i Irak, var en brasiliansk diplomat med 34 års arbetserfarenhet från FN. Han var undergeneralsekreterare och chef för FN:s kontor för samordning av humanitär hjälp (UNOCHA) 1998–2001 och FN:s högkommissarie för mänskliga rättigheter 2002–2003. Samtidigt var han FN-sändebud i en rad konflikter, till exempel Kosovo 1999, Östtimor 1999–2002 och Irak 2003. Den senare uppgiften ledde till hans död i samband med ett bombattentat mot Canal Hotel i centrala Bagdad. 
År 2003 tillgelarde han FN:s pris för mänskliga rättigheter. 